# Mistrzostwa Polski w pétanque
Mistrzostwa Polski w pétanque po raz pierwszy odbyły się w 2003 r. Rok wcześniej reprezentację Polski na mistrzostwa świata seniorów wybrano na podstawie wyników 4 spośród 10 rozegranych w sezonie turniejów w kategorii tripletów. Dnia 7 marca 2012 Uchwałą nr 06/2012 Zarządu PFP zostały wprowadzone zmiany w Regulaminie Rozgrywek PFP dotyczące Mistrzostw Polski w petanque. Wprowadzono nową kategorię – Mistrzostwa Polski Weteranów oraz zebrano i opisano Mistrzostwa Polski w Strzale Precyzyjnym (Seniorów, Kobiet, Weteranów, Młodzieżowe i Juniorów).

## Mistrzostwa Polski Seniorów
Do 2008 drużyna zwycięska miała prawo reprezentować kraj na turnieju mistrzostw świata seniorów, odbywających się w następnym sezonie. Od 2008 roku, światowa federacja petanque, ustanowiła, aby rozgrywać Mistrzostwa Świata na przemiennie z Mistrzostwami Kontynentalnymi ze względu na zwiększającą się liczbę chętnych w głównej imprezie. Mistrzostwa Europy oraz inne Mistrzostwa Kontynentalne są eliminacją do Mistrzostw Świata w kolejnym sezonie. W przypadku braku eliminacji na Mistrzostwa Świata, zwycięska drużyna będzie miała prawo wyboru imprezy na której będzie reprezentować Polskę (np. Marsylianka – największy turniej w petanque na świecie).
| Data                | Miejsce rozegrania | Złoto                                                                                          | Srebro | Brąz |
| ------------------- | ------------------ | ---------------------------------------------------------------------------------------------- | --- | --- |
| 2003                |                    | KSP Jedlina-Zdrój Jerzy Siara, Piotr Siara, Daniel Siara                                       | KSP Broen-Karo Dzierżoniów Jerzy Krawczyk, Sławomir Wróbel, Piotr Starzycki                                             | KSP Broen-Karo Dzierżoniów Mariola Wróbel, Jarosław Dąbrowski, Marek Ostrowski |
| 2004                |                    | Żywiecki Klub Boules Andrzej Śliż, Jędrzej Śliż, Katarzyna Śliż                                | EKS „Kolektyw” Radwanice, Petanka Wrocław Tomasz Lipczyński, Dominik Pilarski, Zdzisław Kmieciak                        | KSP Broen-Karo Dzierżoniów Mariola Wróbel, Magdalena Błasiak, Augustyn Melski |
| 2005                |                    | Żywiecki Klub Boules Andrzej Śliż, Jędrzej Śliż, Katarzyna Śliż                                | UPKS Bula Łódź Jarosław Cybulak, Radosław Banaszkiewicz, Mateusz Markiewicz                                             | KSP Jedlina-Zdrój Leszek Orpel, Kamil Orpel, Hubert Maciejewski, Rafał Kowalczyk |
| 2006                | Jedlina-Zdrój      | UPKS Bula Łódź Jarosław Cybulak, Radosław Banaszkiewicz, Mateusz Markiewicz                    | KSP Broen-Karo Dzierżoniów Sławomir Wróbel, Zdzisław Cilińdź, Władysław Niewola, Wojciech Cilińdź                       | Żywiecki Klub Boules Andrzej Śliż, Jędrzej Śliż, Szymon Kubiesa |
| 2007                | Radwanice          | Żywiecki Klub Boules Andrzej Śliż, Jędrzej Śliż, Szymon Kubiesa                                | KSP Broen-Karo Dzierżoniów Ryszard Kowalski, Mariola Wróbel, Augustyn Melski, Piotr Błasiak                             | UPKS Bula Łódź Jarosław Cybulak, Radosław Banaszkiewicz, Mateusz Markiewicz, Marek Markiewicz UPKS Bula Łódź Marcin Rutkowski, Paweł Jankowski, Bartłomiej Zagdan, Maciej Kowalski                                            |
| 16–17 sierpnia 2008 | Żywiec             | Żywiecki Klub Boules Andrzej Śliż, Jędrzej Śliż, Szymon Kubiesa, Marek Lach                    | UPKS Bula Łódź/EKS „Kolektyw” Radwanice Jarosław Cybulak, Radosław Banaszkiewicz, Mateusz Markiewicz, Tomasz Lipczyński | KSP Broen-Karo Dzierżoniów Piotr Błasiak, Wojciech Cilińdź, Paweł Pulak KSP Broen-Karo Dzierżoniów Łukasz Kastelik, Joanna Kastelik, Arkadiusz Wróbel                                                                         |
| 15–16 sierpnia 2009 | Żywiec             | Żywiecki Klub Boules Andrzej Śliż, Jędrzej Śliż, Szymon Kubiesa                                | OKS „Sokół” Wrocław/„Petanka” Wrocław Kamil Ladaczek, Jacek Pakos, Marek Munikowski                                     | KSP Broen-Karo Dzierżoniów Ryszard Kowalski, Łukasz Kastelik, Paweł Pulak, Piotr Błasiak Myślenicki Klub Petanque/KSP Broen-Karo Dzierżoniów Arkadiusz Możdżeń, Alicja Święch, Joanna Kastelik                                |
| 14–15 sierpnia 2010 | Żywiec             | Żywiecki Klub Boules Andrzej Śliż, Jędrzej Śliż, Szymon Kubiesa                                | UPKS Bula Łódź Mateusz Markiewicz, Marcin Rutkowski, Przemysław Rosiak, Bartosz Zagdan                                  | KSP „Słowianka” Gorzów Wielkopolski/ŚKPP Buler Śrem Maciej Hańczuk, Mateusz Konrad, Paweł Pieprzyk OKS „Sokół” Wrocław/KSP Broen-Karo Dzierżoniów Katarzyna Bąbik, Piotr Błasiak, Wojciech Cilindź, Paweł Pulak               |
| 3–4 sierpnia 2011   | Żywiec             | Żywiecki Klub Boules Andrzej Śliż, Jędrzej Śliż, Szymon Kubiesa, Marek Lach                    | UPKS Bula Łódź/Żywiecki Klub Boules Mateusz Markiewicz, Marcin Rutkowski, Mateusz Moc, Przemysław Rosiak                | Myślenicki Klub Petanque Rafał Teufel, Karol Szulc, Marcin Kutyła, Dawid Żądło KSP „Słowianka” Gorzów Wielkopolski/ŚKPP Buler Śrem/Śremski Klub Petanque Mateusz Kondrat, Maciej Hańczuk, Paweł Pieprzyk, Dawid Wojciechowski |
| 1–2 sierpnia 2012   | Żywiec             | Żywiecki Klub Boules/KSP Broen-Karo Dzierżoniów Wioletta Śliż, Katarzyna Śliż, Joanna Kastelik | Żywiecki Klub Boules Jędrzej Śliż, Szymon Kubiesa, Marek Lach, Andrzej Śliż (grał w eliminacjach)                       | Dębickie Bractwo Kulkowe Piotr Longosz, Marcin Chmiel, Krzysztof Słota, Daria Chmiel (grała w eliminacjach) UPKS Bula Łódź Mateusz Markiewicz, Marcin Rutkowski, Przemysław Rosiak, Tomasz Lipczyński                         |

## Mistrzostwa Polski w Strzale Precyzyjnym (seniorzy)
I Mistrzostwa Polski w strzale precyzyjnym Seniorów rozegrane zostały wraz z Mistrzostwami Polski w strzale precyzyjnym Kobiet w Radwanicach w oddzielnym terminie. W kolejnym sezonie kongres delegatów doszedł do wniosku, aby rozgrywać Mistrzostwa Polski w strzale precyzyjnym Seniorów w trakcie rozgrywania Finałów Mistrzostw Polski Seniorów.
| Data                | Miejsce rozegrania | Złoto                                      | Srebro                                    | Brąz                                                                             |
| ------------------- | ------------------ | ------------------------------------------ | ----------------------------------------- | -------------------------------------------------------------------------------- |
| 27 września 2008    | Żywiec             | EKS „Kolektyw” Radwanice Tomasz Lipczyński | EKS „Kolektyw” Radwanice Dominik Pilarski | Żywiecki Klub Boules Jędrzej Śliż                                                |
| 15–16 sierpnia 2009 | Żywiec             | EKS „Kolektyw” Radwanice Tomasz Lipczyński | EKS „Kolektyw” Radwanice Dominik Pilarski | Żywiecki Klub Boules Jędrzej Śliż Żywiecki Klub Boules Andrzej Śliż              |
| 14–15 sierpnia 2010 | Żywiec             | Żywiecki Klub Boules Jędrzej Śliż          | ŚKPP Buler Śrem Paweł Pieprzyk            | TS Liskowiak Lisków Robert Chojnacki KSP Broen-Karo Dzierżoniów Ryszard Kowalski |
| 3–4 września 2011   | Żywiec             | TS Liskowiak Lisków Robert Chojnacki       | Żywiecki Klub Boules Jędrzej Śliż         | Myślenicki Klub Petanque Rafał Teufel ŚKPP Buler Śrem Stefan Bartkowiak          |
| 1–2 września 2012   | Żywiec             | Żywiecki Klub Boules Jędrzej Śliż          | KSP Jedlina-Zdrój Sergiusz Gądek          | ŚKPP Buler Śrem Leszek Złotowski Żywiecki Klub Boules Szymon Kubiesa             |

## Mistrzostwa Polski Juniorów
Drużyna zwycięska ma prawo reprezentować kraj na turnieju mistrzostw świata lub Europy juniorów, odbywających się w następnym sezonie.
| Data             | Miejsce rozegrania  | Złoto | Srebro                                                                                               | Brąz |
| ---------------- | ------------------- | --- | --- | --- |
| 2004             |                     | KSP Broen-Karo Dzierżoniów Mateusz Krawczyk, Arkadiusz Wróbel, Grzegorz Ostrowski                                                              | | |
| 2005             |                     | KSP Broen-Karo Dzierżoniów Mateusz Krawczyk, Arkadiusz Wróbel, Grzegorz Ostrowski                                                              | | |
| 2006             | Jedlina-Zdrój       | KSP Broen-Karo Dzierżoniów Joanna Kastelik, Łukasz Kastelik, Paweł Pulak                                                                       | TS Liskowiak Lisków Mateusz Florczak,?,?                                                             | EKS „Kolektyw” Radwanice Mariusz Bugajski, Marzena Kawecka, Marian Lipczyński                                         |
| 1 czerwca 2007   | Żywiec              | KSP „Va-Banque” Gorzów Wielkopolski/ Petanka Wrocław Łukasz Gawrych, Wojciech Słomowski, Mateusz Kondrat, Kajetan Ślusarski                    | KSP Broen-Karo Dzierżoniów Joanna Kastelik, Łukasz Kastelik, Paweł Pulak, Mateusz Krawczyk           | UPKS Bula Łódź/ EKS „Kolektyw” Radwanice Bartłomiej Zagdan, Mariusz Bugajski, Przemysław Rosiak                       |
| 31 sierpnia 2008 | Radwanice           | KSP „Va-Banque” Gorzów Wielkopolski Marta Mazurkiewicz, Mateusz Kondrat, Maciej Hańczuk                                                        | | KSP Broen-Karo Dzierżoniów Joanna Kastelik, Łukasz Kastelik, Paweł Pulak                                              |
| 22 sierpnia 2009 | Gorzów Wielkopolski | KSP „Va-Banque” Gorzów Wielkopolski/ L'Equipe Bytom Odrzański Marta Mazurkiewicz, Mateusz Kondrat, Maciej Hańczuk, Paweł Pieprzyk              | Śremski Klub Petanque Daniel Cichocki, Dawid Wojciechowski, Mateusz Wojna                            | KSP Jedlina-Zdrój/ Śremski Klub Petanque Sergiusz Gądek, Patryk Witkowski, Krzysztof Borowiak jr.                     |
| 26 czerwca 2010  | Gorzów Wielkopolski | KSP „Słowianka” Gorzów Wielkopolski/ ŚKPP Buler Śrem Mateusz Kondrat, Maciej Hańczuk, Paweł Pieprzyk                                           | Śremski Klub Petanque Daniel Cichocki, Dawid Wojciechowski, Mateusz Wojna                            | SKKF „Sudety” Boguszów-Gorce Artur Kałużny, Mateusz Wiśniewski, Dawid Matuszewski                                     |
| 26 sierpnia 2011 | Gorzów Wielkopolski | KSP „Słowianka” Gorzów Wielkopolski/ŚKPP Buler Śrem/Śremski Klub Petanque Mateusz Kondrat, Maciej Hańczuk, Paweł Pieprzyk, Dawid Wojciechowski | KSP Jedlina-Zdrój/ Śremski Klub Petanque Sergiusz Gądek, Patryk Witkowski, Mateusz Wojna             | KSP Broen-Karo Dzierżoniów Daniel Bagiński, Patryk Handwerkier, Dawid Fabisiak                                        |
| 3 sierpnia 2019  | Chojnice            | Myślenicki Klub Petanque/ Białostocki Klub Petanque/ Myślenicki Klub Petanque Dawid Balinka, Maurycy Klimaszewski, Szymon Teufel               | UPKS Bula/ Myślenicki Klub Petanque/ OKS Sokół Wrocław Oliwia Rutkowska, Dominika Sak, Kacper Teufel | Ule-Boules Warszawa/ Białostocki Klub Petanque/ Złota Bula Kraków Maciej Zybert, Małgorzata Wolak, Franciszek Giżycki |

## Mistrzostwa Polski w Strzale Precyzyjnym (juniorzy)
| Data             | Miejsce rozegrania  | Złoto                                   | Srebro                                             | Brąz                                                                          |
| ---------------- | ------------------- | --------------------------------------- | -------------------------------------------------- | ----------------------------------------------------------------------------- |
| 31 sierpnia 2008 | Radwanice           | OKS „Sokół” Wrocław Anna Bednarek       |                                                    |                                                                               |
| 22 sierpnia 2009 | Gorzów Wielkopolski | L'Equipe Bytom Odrzański Paweł Pieprzyk | KSP „Va-Banque” Gorzów Wielkopolski Mateusz Konrat | KSP Jedlina-Zdrój Sergiusz Gądek Śremski Klub Petanque Dawid Wojciechowski    |
| 26 czerwca 2010  | Gorzów Wielkopolski | ŚKPP Buler Śrem Paweł Pieprzyk          | Śremski Klub Petanque Mateusz Wojna                | KSP Jedlina-Zdrój Sergiusz Gądek Śremski Klub Petanque Krzysztof Borowiak jr. |
| 26 sierpnia 2011 | Gorzów Wielkopolski | ŚKPP Buler Śrem Paweł Pieprzyk          | KSP Broen-Karo Dzierżoniów Dawid Fabisiak          | KSP Jedlina-Zdrój Sergiusz Gądek Śremski Klub Petanque Dawid Wojciechowski    |
|                  |                     |                                         |                                                    |                                                                               |

## Mistrzostwa Polski Kobiet
Drużyna zwycięska ma prawo reprezentować kraj na turnieju mistrzostw świata lub Europy kobiet, odbywających się w następnym sezonie.
| Data                | Miejsce rozegrania  | Złoto | Srebro | Brąz |
| ------------------- | ------------------- | --- | --- | --- |
| 2003                |                     | Adriana Stencel, Anna Kwiecień, Marta Skowrońska | | |
| 2004                |                     | Adriana Stencel, Anna Kwiecień, Marta Skowrońska | | |
| 2005                |                     | Anna Kwiecień, Marta Skowrońska, Magdalena Błasiak | | |
| 2006                | Radwanice           | KSP „Va-Banque” Gorzów Wielkopolski, KS „Petanka” Wrocław Anna Mazurkiewicz, Marta Mazurkiewicz, Marta Wojtkowska                                                                                          | | |
| 2007                | Gorzów Wielkopolski | KSP Jedlina-Zdrój/ OKS „Sokoł” Wrocław Natalia Orpel, Katarzyna Bąbik, Anna Pilarska | KSP „Va-Banque” Gorzów Wielkopolski/KSP Broen-Karo Dzierżoniów Anna Mazurkiewicz, Marta Mazurkiewicz, Magdalena Błasiak, Katarzyna Pawlak                                 | Żywiecki Klub Boules/KSP Broen-Karo Dzierżoniów Wioletta Śliż, Katarzyna Śliż, Mariola Wróbel, Joanna Kastelik                                                       |
| 30 sierpnia 2008    | Radwanice           | Żywiecki Klub Boules/KSP Broen-Karo Dzierżoniów Wioletta Śliż, Katarzyna Śliż, Mariola Wróbel, Joanna Kastelik KS „Petanka” Wrocław/OKS „Sokoł” Wrocław Anna Kwiecień, Marta Wojtkowska, Magdalena Błasiak | brak | KSP Jedlina-Zdrój/KS „Petanka” Wrocław/ OKS „Sokół” Wrocław Natalia Orpel, Katarzyna Karwowska, Anna Pilarska, Katarzyna Bąbik                                       |
| 26–27 września 2009 | Żywiec              | Żywiecki Klub Boules/KSP Broen-Karo Dzierżoniów Wioletta Śliż, Katarzyna Śliż, Joanna Kastelik, Mariola Wróbel                                                                                             | KS „Petanka” Wrocław/KSP Broen-Karo Dzierżoniów Anna Kwiecień-Nowak, Marta Wojtkowska, Magdalena Błasiak                                                                  | Myślenicki Klub Pétanque/OKS „Sokół” Wrocław/Żywiecki Klub Boules Alicja Świech, Anna Pilarska, Katarzyna Bąbik, Monika Moc                                          |
| 25–26 września 2010 | Żywiec              | ŚKPP Buler Śrem/OKS „Sokół” Wrocław/Żywiecki Klub Boules Arleta Neumann, Anna Pilarska, Katarzyna Bąbik, Monika Moc                                                                                        | Żywiecki Klub Boules/KSP Broen-Karo Dzierżoniów Wioletta Śliż, Katarzyna Śliż, Joanna Kastelik, Mariola Wróbel                                                            | KS „Petanka” Wrocław/KSP Broen-Karo Dzierżoniów Anna Kwiecień-Nowak, Marta Wojtkowska, Magdalena Błasiak                                                             |
| 17–18 września 2011 | Wrocław             | Żywiecki Klub Boules/KSP Broen-Karo Dzierżoniów Wioletta Śliż, Katarzyna Śliż, Joanna Kastelik, Mariola Wróbel                                                                                             | KS „Petanka” Wrocław/EKS „Kolektyw” Radwanice/KSP Broen-Karo Dzierżoniów/Myślenicki Klub Petanque Marta Wojtkowska, Katarzyna Karwowska, Magdalena Błasiak, Alicja Święch | Sekcja Petanque przy Stowarzyszeniu Domu Miasta Saint-Etienne w Katowicach/Dębickie Bractwo Kulkowe Maria Szulc, Renata Staroniewicz, Katarzyna Nibisz, Daria Chmiel |
| 18–18 sierpnia 2012 | Giby                | Żywiecki Klub Boules/KSP Broen-Karo Dzierżoniów Wioletta Śliż, Katarzyna Śliż, Joanna Kastelik | KS „Petanka” Wrocław/Myślenicki Klub Pétanque/Synergy Łódź Marta Wojtkowska, Alicja Święch, Bożena Zientarska                                                             | (brak danych) |

## Mistrzostwa Polski w Strzale Precyzyjnym (kobiety)
I Mistrzostwa Polski w strzale precyzyjnym Kobiet rozegrane zostały wraz z Mistrzostwa Polski w strzale precyzyjnym mężczyzn w Radwanicach w oddzielnym terminie. W kolejnym sezonie kongres delegatów doszedł do wniosku, aby rozgrywać Mistrzostwa Polski w strzale precyzyjnym Kobiet w trakcie rozgrywania Mistrzostw Polski Kobiet.
| Data                | Miejsce rozegrania | Złoto                                      | Srebro                                       | Brąz                                                                             |
| ------------------- | ------------------ | ------------------------------------------ | -------------------------------------------- | -------------------------------------------------------------------------------- |
| 27 września 2008    | Radwanice          | OKS „Sokół” Wrocław Katarzyna Bąbik        | Żywiecki Klub Boules Wioletta Śliż           | Żywiecki Klub Boules Katarzyna Śliż                                              |
| 26–27 września 2009 | Żywiec             | KSP Broen-Karo Dzierżoniów Joanna Kastelik | KSP Broen-Karo Dzierżoniów Magdalena Błasiak | OKS „Sokół” Wrocław Katarzyna Bąbik KS „Petanka” Wrocław Marta Wojtkowska        |
| 25–26 września 2010 | Żywiec             | OKS „Sokół” Wrocław Katarzyna Bąbik        | KSP Broen-Karo Dzierżoniów Joanna Kastelik   | Żywiecki Klub Boules Katarzyna Śliż KSP Broen-Karo Dzierżoniów Magdalena Błasiak |
| 17–18 września 2011 | Wrocław            | KSP Broen-Karo Dzierżoniów Joanna Kastelik | KS „Petanka” Wrocław Marta Wojtkowska        | Żywiecki Klub Boules Katarzyna Śliż Myślenicki Klub Pétanque Alicja Święch       |

## Młodzieżowe Mistrzostwa Polski
I Młodzieżowe Mistrzostwa Polski rozegrane zostały w 2010 r. W sezonie 2011, chętnych do gry było więcej niż w roku sezonie poprzednim, lecz z organizacji zawodów wycofał się łódzki UKS „Bzura”. Niestety żaden inny klub, nie chciał wziąć ciężaru organizacji tej jeszcze mało znanej imprezy.
| Data            | Miejsce rozegrania  | Złoto                                                                                    | Srebro | Brąz                                                                                           |
| --------------- | ------------------- | ---------------------------------------------------------------------------------------- | --- | ---------------------------------------------------------------------------------------------- |
| 27 czerwca 2010 | Gorzów Wielkopolski | Żywiecki Klub Boules/TS Liskowiak Lisków Mateusz Moc, Marcin Sternicki, Konrad Broniecki | Myślenicki Klub Petanque/TS Liskowiak Lisków/ŚKPP Buler Śrem Arkadiusz Możdżeń, Rafał Kaczmarek, Mateusz Bartkowiak | KSP „Słowianka” Gorzów Wielkopolski Marta Mazurkiewicz, Przemysław Broniek, Wojciech Słomowski |

## Młodzieżowe Mistrzostwa Polski w Strzale Precyzyjnym
| Data            | Miejsce rozegrania  | Złoto                               | Srebro                           | Brąz |
| --------------- | ------------------- | ----------------------------------- | -------------------------------- | --- |
| 27 czerwca 2010 | Gorzów Wielkopolski | TS Liskowiak Lisków Rafał Kaczmarek | Żywiecki Klub Boules Mateusz Moc | KSP „Słowianka” Gorzów Wielkopolski Marta Mazurkiewicz KSP „Słowianka” Gorzów Wielkopolski Wojciech Słomowski |

## Mistrzostwa Polski Weteranów
Drużyna, która zdobędzie tytuł Mistrza Polski Weteranów w 2012 roku otrzymuje prawo
do reprezentowania Polski na Mistrzostwach Europy Weteranów w roku 2012.
| Data            | Miejsce rozegrania | Złoto | Srebro                                                                  | Brąz |  |
| --------------- | ------------------ | --- | ----------------------------------------------------------------------- | --- |  |
| 16 czerwca 2012 | Wrocław            | KSP Jedlina-Zdrój/KSP Broen-Karo Dzierżoniów Kazimierz Jacak, Jerzy Siara, Edward Serafin, Ryszard Kowalski | KS „Petanka” Wrocław Edward Gajewski, Zdzisław Kmieciak, Bogusław Zając | KSP Jedlina-Zdrój Tadeusz Obuchowski, Leszek Kleczkowski, Gabriel Każmierczak Śremski Klub Petanque/ŚKPP Buler Śrem Andrzej Sztyler, Marek Maćkowiak, Leszek Złotowski |  |

## Mistrzostwa Polski w Strzale Precyzyjnym (weterani)
| Data            | Miejsce rozegrania | Złoto                             | Srebro                                  | Brąz                                             |
| --------------- | ------------------ | --------------------------------- | --------------------------------------- | ------------------------------------------------ |
| 16 czerwca 2012 | Wrocław            | Żywiecki Klub Boules Andrzej Śliż | Żywiecki Klub Boules Andrzej Munikowski | KS „Petanka” Wrocław Piotr Matczuk (brak danych) |